# Гюльмамедов, Имран Гумбат оглы
Имран Гумбат оглы Гюльмамедов (азерб. İmran Hümbət oğlu Gülməmmədov; 1913, село Тауз, Елизаветпольская губерния — 31 марта 1975, Баку) — один из старейших работников транспорта Азербайджанской ССР. Заслуженный строитель Азербайджанской ССР (1966). Заместитель министра автотранспорта Азербайджанской ССР (1967—1975). Член Коммунистической партии с 1943 года. Депутат Бакинского городского совета депутатов трудящихся с 1948 года. Внёс неоценимый вклад в электрификацию железных дорог Азербайджана.

## Биография
И. Г. Гюльмамедов родился в 1913 в г. Товуз, Товузского района Азербайджана, в семье железнодорожного рабочего.
В 1922-27 учился в сельской школе Товуза.
В 1927-31 учился в педагогическом техникуме г. Казах.
В 1931-36 учился в Закавказском институте инженеров путей сообщения, строительный факультет, г. Тбилиси, Грузия. Специальность — путь и путевое хозяйство. Звание — инженер путей сообщения.
С 1936 года работал на различных руководящих должностях.
С сентября 1936 г. по январь 1939 г. работал на должности заместителя начальника 17-й дистанции пути (ПЧ-17) на ст. Крымская ж.д. им. К. Е. Ворошилова (ныне г. Крымск, Крымский район, Краснодарский Край, Россия).
Получив перевод на Закавказскую железную дорогу, с января по март 1939 года работал заместителем начальника 12-й дистанции пути (ПЧ-12) на этой железной дороге в г. Баку, Азербайджан.
С марта 1939 по декабрь 1940 года работал начальником 9-й дистанции пути (ПЧ-9) на ст. Кировабад Закавказской железной дороги. (г. Кировабад (ныне г. Гянджа), Азербайджан).
С декабря 1940 по август 1941 года работал ревизором службы пути Закавказской железной дороги.
С сентября 1941 по ноябрь 1942 года работал начальником части пути военно-эксплуатационного отделения № 17 (ВЭО-17) НКПС на Тавризской железной дороге (г. Тавриз (ныне г.Тебриз), Иран)
В 1942-45 гг. инспектор-приемщик Закавказской железной дороги по приемке путевых работ, затем заместитель начальника службы пути Азербайджанской железной дороги (г. Кировабад (ныне г. Гянджа), Азербайджан)
В 1945-75 гг. работал в г.Баку, Азербайджан.
В декабре 1945 года избран председателем Дорожного комитета профсоюза Азербайджанской железной дороги.
В июне 1951 года назначен заместителем начальника Азербайджанской железной дороги по пути и строительству. На этой должности работал до июля 1953 года, и в связи с ликвидацией Азербайджанской и объединением её с Закавказской железной дорогой, назначен начальником Алятского отделения Закавказской железной дороги.
В ноябре 1955 года назначен начальником политотдела Азербайджанской железной дороги.
В августе 1956 года выдвинут на должность заместителя заведующего промышленно-транспортным отделом ЦК КП Азербайджана.
В 1966 году, в связи с 40-летием со дня пуска в эксплуатацию Бакинского электрифицированного участка Азербайджанского отделения Закавказской железной дороги, указом Президиума Верховного Совета Азербайджанской ССР от 8 июля 1966 года Гюльмамедову И. Г. присвоено почётное звание Заслуженного строителя Азербайджанской ССР (в области строительства и эксплуатации указанного участка).
С 1967 года находился на посту заместителя министра автомобильного транспорта Азербайджанской ССР.
Скончался на 62-м году жизни 31 марта 1975 года в г. Баку, Азербайджан.

## Награды
- Медаль «За оборону Кавказа» (1944)
- Медаль «За доблестный труд в Великой Отечественной войне 1941—1945 гг.» (1946)
- Заслуженный строитель Азербайджанской ССР (8.7.1966)
- Медаль «В ознаменование 100-летия со дня рождения Владимира Ильича Ленина»
- «Победитель социалистического соревнования 1973 года»
- Орден «Знак Почёта»